# Xã Tyrone, Quận Blair, Pennsylvania
Xã Tyrone (tiếng Anh: Tyrone Township) là một xã thuộc quận Blair, tiểu bang Pennsylvania, Hoa Kỳ. Năm 2010, dân số của xã này là 1.885 người.